# Fernsehkritik-TV/Episodenliste
Diese Episodenliste enthält alle Episoden der Magazinsendung Fernsehkritik-TV. Die Sendung umfasst 237 Episoden.

## 2007
| Episode/Nr. | Themen | Veröffentlichung | Dauer (in Minuten) |
| ----------- | --- | ---------------- | ------------------ |
| 1           | Adolf-Grimme-Preis 2007, Astro TV, Wein TV, Die „10 schrecklichsten Frauen im deutschen Fernsehen“ | 5. Apr. 2007     | 24                 |
| 2           | Call-In TV, Gute Laune TV, Vergleich zwischen Tagesschau und RTL II News, Die „10 schrecklichsten Männer im deutschen Fernsehen“ | 5. Juni 2007     | 32                 |
| 3           | Klage der Firma Callactive gegen Marc Doehler (Betreiber einer Webseite, die sich mit dem Thema Call-in-TV auseinandersetzt), Money Express (ein Call-in-Format, das auf den Sendern VIVA, MTV und Comedy Central ausgestrahlt wurde), Die „10 unglaublichsten Gewinnspiel-Lösungen im deutschen Fernsehen“ | 6. Juli 2007     | 32                 |
| 4           | Die „10 köstlichsten Momente aus Gülcans Hochzeit“, Das Model und der Freak, 1-2-3.tv, außerdem wurden zehn DVDs (jeweils fünf DVDs der Sendungen Switch reloaded und Kalkofes Mattscheibe) verlost | 23. Aug. 2007    | 36                 |
| 5           | Krügers Woche, Die „10 bescheuertsten Doku-Soaps im deutschen Fernsehen“, der MDR, Verlosung von sechs weiteren DVDs (Switch Classics) | 28. Sep. 2007    | 36                 |
| 6           | Deutscher Fernsehpreis 2007, „Analyse“ eines Auftritts von Eva Herman in Johannes B. Kerners damaliger Talkshow im ZDF, Deutschland sucht den Superstar, Die „10 skurrilsten Talkshows im deutschen Fernsehen“                                                                                              | 28. Okt. 2007    | 40                 |
| 7           | Die erste Episode der Sendung Schmidt & Pocher, Die „10 absurdesten Werbespots im deutschen Fernsehen“, Free Rainer, Das Vierte | 28. Nov. 2007    | 41                 |
| 8           | Die von der Bild-Zeitung veranstaltete Gala Ein Herz für Kinder im ZDF, Unterschied zwischen den Begriffen „Promi“ und „Star“, „10 Comedians, derer wir überdrüssig sind“, Unterschied zwischen zwei Programmfenstern auf dem Sender Das Vierte                                                             | 21. Dez. 2007    | 34                 |

## 2008
| Episode/Nr. | Themen | Veröffentlichung | Dauer (in Minuten) |
| ----------- | --- | ---------------- | ------------------ |
| 9           | Uri Geller und The next Uri Geller – Unglaubliche Phänomene Live, das Dschungelcamp, die „10 überflüssigsten Neustarts 2008“, Tier TV | 28. Jan. 2008    | 47                 |
| 10          | Die Wahrheit und nichts als die Wahrheit, Deutschland sucht den Superstar, Die „10 unverschämtesten Sendungen bei VIVA“, Kanal Telemedial | 26. Feb. 2008    | 42                 |
| 11          | Berliner Runde, „10 geistlose Sendungen, für die SIE Gebühren zahlen“, Galileo, Collage aus TV-Ausschnitten | 24. März 2008    | 42                 |
| 12          | Big Brother und der Hitlergruß, SpiritOn TV, 10 merkwürdige Kindersendungen, die ProSieben Funny Movies | 22. Apr. 2008    | 49                 |
| 13          | Quoten, Klicks und Kohle, Fakes bei das Model und der Freak, Germany’s Next Topmodel, Margarethe Schreinemakers und 9Live | 29. Mai 2008     | 48                 |
| 14          | Nachgetreten, schlechtes Fernsehen in Österreich, 10 skurrile Momente aus Astro TV, das Fernsehprogramm zur Mittagszeit | 30. Juni 2008    | 44                 |
| 15          | Schönheits-OPs im Fernsehen, Fernsehwerbung, 10 Müllsendungen bei MTV, Gülcan und Collien ziehen aufs Land und Sarah & Marc in Love | 25. Juli 2008    | 43                 |
| 16          | Die Ballermann Hits auf RTL II, Celebrity Rehab und Willi Herren im Drogensumpf bei Extra, We Are Family!, Quotenmeter.de, HSE24 | 22. Aug. 2008    | 46                 |
| 17          | Die Sommerinterviews auf ZDF, Kleinparteien in Bayern, Gnadenlos gerecht auf Sat.1, Singing Bee | 23. Sep. 2008    | 50                 |
| 18          | 10 Showkonzepte mit begrenztem Unterhaltungswert, Die Brücke, Daily Soaps, die Fernsehsendung Der Dativ ist dem Genitiv sein Tod von Bastian Sick, der Bürgermeister bei Benjamin Blümchen                                                                               | 22. Okt. 2008    | 51                 |
| 19          | 10 selbsternannte Experten im deutschen Fernsehen, Der Vorabend auf Sat.1 (Lenßen & Partner, K11 – Kommissare im Einsatz und Niedrig und Kuhnt – Kommissare ermitteln), Das Musikhotel am Wolfgangsee, Uri Geller Live: Ufos und Aliens – Das unglaubliche TV-Experiment | 23. Nov. 2008    | 51                 |
| 20          | Thermische Solaranlagen und das Fernsehen, Geld zu verschenken, 10 grandiose TV-Flops 2008 | 14. Dez. 2008    | 50                 |

## 2009
| Episode/Nr. | Themen | Veröffentlichung | Dauer (in Minuten) |
| ----------- | --- | ---------------- | ------------------ |
| 21          | Das Quiz 2008 im Ersten, TIMM, 10 Pannenshows, red! Stars | 21. Jan. 2009    | 43                 |
| 22          | Anne Will, Jörg Pilawa bei Wetten, dass..?, MSA auf Bibel TV | 11. Feb. 2009    | 25                 |
| 23          | Diskussionen im Fernsehen zum Gaza-Krieg, Geheime Helfer, der Karneval im Fernsehen | 26. Feb. 2009    | 33                 |
| 24          | Der Amoklauf von Winnenden im Fernsehen, 10 weitere Doku-Soaps im deutschen Fernsehen | 17. März 2009    | 33                 |
| 25          | Michael Kneissler Kolumne bei taff, 10 empfehlenswerte Sendungen, 2 Jahre Fernsehkritik-TV | 31. März 2009    | 30                 |
| 26          | Beauftragte der GEZ, Call-in-Gewinnspiele in der Schweiz bei 3 Plus TV | 11. Apr. 2009    | 28                 |
| 27          | Eine für Alle, WipeOut – Heul nicht, lauf!, Hinter den Kulissen von Look of Love | 29. Apr. 2009    | 28                 |
| 28          | Extrem schön!, das DSF, die Entscheidung bei Deutschland sucht den Superstar | 18. Mai 2009     | 25                 |
| 29          | Der Eurovision Song Contest 2009 und das Management der ARD, das Town Hall Format Wir wählen 2009 auf RTL mit Angela Merkel, Prominente in der Werbung                                                                       | 3. Juni 2009     | 29                 |
| 30          | Erwachsen auf Probe, Call-in-Gewinnspiele statt Werbeunterbrechungen im Morgenfernsehen, das Kipp Roll Fall Spektakel auf ProSieben                                                                                          | 22. Juni 2009    | 35                 |
| 31          | Ich kann Kanzler! auf ZDF, Die Superlehrer auf Sat.1, das Sommermädchen 2009 | 10. Juli 2009    | 30                 |
| 32          | Das neue Nachrichtenstudio des ZDFs, Exklusiv – Die Reportage auf RTL II, Ross Antony – Der Geisterjäger auf Super RTL | 28. Juli 2009    | 31                 |
| 33          | 6 verschiedene Fußballsendungen am Sonntagabend im Öffentlich-rechtlichen Fernsehen die zur selben Zeit laufen, der Sonntag morgen auf ARD und ZDF mit Immer wieder sonntags und dem ZDF-Fernsehgarten, Illner Intensiv      | 20. Aug. 2009    | 26                 |
| 34          | Der Umgang des Fernsehens mit Kleinparteien am Beispiel der Piratenpartei, 10 Sendungen in denen etwas gesucht wird | 13. Sep. 2009    | 42                 |
| 35          | Die Berichterstattung über den Amoklauf von Ansbach, die Darstellung von Hartz-IV-Empfängern im Fernsehen, Vorstellung des Bloomsday 2009: Das Fernsehprogramm vom 16. Juni 2009                                             | 2. Okt. 2009     | 33                 |
| 36          | Versteckte PR bei Heilung unerwünscht – Wie Pharmakonzerne ein Medikament verhindern, mögliche Betrügereien bei der Call-in-Sendung Anrufen und Gewinnen auf ATV von der Firma Primavera TV, Faktor 8 – Der Tag ist gekommen | 26. Okt. 2009    | 32                 |
| 37          | Das Supertalent, 10 Kochsendungen im Deutschen Fernsehen, Rückblick auf das Glücksrad | 25. Nov. 2009    | 42                 |
| 38          | Die ausgefallene Entscheidung beim Halbfinale der 8. Staffel Popstars, die Berichterstattung zum UN-Klimagipfel in Kopenhagen und der globalen Erwärmung, 10 Flops des Jahres 2009                                           | 21. Dez. 2009    | 48                 |

## 2010
| Episode/Nr. | Themen | Veröffentlichung | Dauer (in Minuten) |
| ----------- | --- | ---------------- | ------------------ |
| 39          | Die Jahresrückblicke 2009 im Fernsehen, das Fernsehprogramm vom Silvester 2009, der Sender KI.KA, Vergleich der Neujahrsansprachen von 1984/85 und 2009/10 | 12. Jan. 2010    | 43                 |
| 40          | Hinter den Kulissen von Schluss mit Hotel Mama auf Kabel 1, „10 erneute bescheuerte Doku-Soaps“, „Bedauernswerte TV-Gesichter“: Matthias Carras | 31. Jan. 2010    | 43                 |
| 41          | RTL II Reportage über eine „Bordell-Rettung“, der Sender Lust Pur, „Bedauernswerte TV-Gesichter“: Tanja Schumann | 18. Feb. 2010    | 36                 |
| 42          | Unser Star für Oslo; Gastbeitrag: Report Mainz; Akte auf Sat.1 | 2. März 2010     | 45                 |
| 43          | Bericht über den Zweiteiler Die Grenze auf Sat.1; Gastbeitrag von Lars Golenia über die Rekapitulation des Winnenden-Amoklaufs anlässlich des 1-jährigen Jubiläums bei Extra auf RTL; Gastbeitrag über Filmschnitte auf verschiedenen Fernsehsendern | 19. März 2010    | 42                 |
| 44          | Positiver Bericht über eine Hart-aber-fair-Sendung (ARD) mit dem Pressesprecher von Scientology Deutschland; Gastbeitrag: Mediale Oligarchie - Quote im TV - Bericht über die Tendenz verschiedener TV-Sender, im Hinblick auf die Quote mehr auf Massentauglichkeit als auf Qualität zu achten; Bericht über Der V.I.P.-Hundeprofi; Die Mädchen-Gang auf RTL II | 3. Apr. 2010     | 47                 |
| 45          | Bericht über die Geburtstagsshow der ARD anlässlich des 60. Geburtstags des Senders; Top-Ten-Ranking über "bemerkenswerte Showmomente"; Umschnitt der Bebilderung des Schlussmonologs von Marco Schreyl über Mehrzad Marashi bei Deutschland sucht den Superstar auf RTL | 20. Apr. 2010    | 47                 |
| 46          | Bericht über Das Hartz-IV-Boot mit Moderation von Helena Fürst; Top-Ten-Ranking über besonders "wahnwitzige" Dokus bei N-tv und N24; Beitrag über Die perfekte Minute auf Sat.1 | 4. Mai 2010      | 41                 |
| 47          | Bericht von der Nominierungsveranstaltung zum Grimme Online Award, Der Weg in die Kostenfalle, GEZinkte Berichterstattung, Einfaltspinsel im Einheitstakt | 22. Mai 2010     | 49                 |
| 48          | Berichterstattungen über den Eurovision Song Contest 2010, der Sender sixx und das Casting zum RTL-Format Das Supertalent | 4. Juni 2010     | 42                 |
| 49          | Kommentar zur WM-Berichterstattung in der ARD; Gastbeiträge über die stetig sinkende Präsenz von Musik auf MTV und die unkritische Behandlung von Apple-Produkten im deutschen Fernsehen; Beitrag über zum Verkauf angebotene Technik-Produkte auf Channel 21 | 23. Juni 2010    | 33                 |
| 50          | Beitrag über die Verhältnismäßigkeit von Demokratie bei Extremisten mit Bezug auf die Berichterstattung der Wahl des Bundespräsidenten in der ARD; Gastbeitrag: Humoristischer Zusammenschnitt verschiedener News-Sendungen im deutschen TV ("Bloomsday 2010"); Beitrag über ErmittlungsAKTE auf Sat.1; Impressionen vom Grimme Online Award; Gast-Dankesbeitrag für Fernsehkritik-TV anlässlich der 50. Episode                                                          | 15. Juli 2010    | 43                 |
| 51          | Entlassung des Wettermoderators Jörg Kachelmann aus der Untersuchungshaft, die ProSieben Serie Solitary, Jürgen Milski beim ZDF-Fernsehgarten | 5. Aug. 2010     | 40                 |
| 52          | Interview mit einer Beteiligten bei Christopher Posch – Ich kämpfe für Ihr Recht! mit Christopher Posch auf RTL und einem Teilnehmer bei Die strengsten Eltern der Welt auf Kabel Eins; Gastbeitrag über die "anscheinend politisch manipulierte" Berichterstattung des Afghanistan-Kriegs und damit zusammenhängend die kritische mediale Behandlung von WikiLeaks-Veröffentlichungen bei Kontraste in der ARD; Beitrag über Mein erstes Leben auf RTL mit Katja Burkard | 20. Aug. 2010    | 45                 |
| 53          | Zu Gast: Oliver Kalkofe, Die Formate Abenteuer Afrika und Generation ahnungslos auf RTL II, die RTL Show 101 Wege aus der härtesten Show der Welt mit Moderator Daniel Hartwich, Musikvideo „Typischer Jugendlicher“ | 9. Sep. 2010     | 63                 |
| 54          | Bericht über Berichterstattungen von Videospielen und die darin enthaltene Gewalt; Bedauernswerte TV-Gesichter#3: Mario-Max Prinz zu Schaumburg-Lippe; Top-Ten-Ranking über "gruselige" Volksmusiksendungen | 29. Sep. 2010    | 51                 |
| 55          | Beitrag über Tatort Internet auf RTL II mit Udo Nagel; Bericht über den Deutschen Fernsehpreis 2010; Zusammenschnitt vom Fernsehprogramm: Die 5 Tageszeiten: Der Morgen; Gastbeitrag: Musikvideo "Ich will Fernsehen" von Killing Tofu | 12. Okt. 2010    | 40                 |
| 56          | Die Übertragung der Schlichtung zu Stuttgart 21 mit Heiner Geißler, Beitrag über Animes und ihre Zensur im deutschen Fernsehen, Bericht über das Casting zu Germany’s Next Topmodel, der Sender Sexy Sat TV | 27. Okt. 2010    | 57                 |
| 57          | Beitrag über Das Medium auf RTL; Gastbeitrag über Literatursendungen; Bericht über die Talkshow Peter Hahne mit dem namengebenden Moderator; Die 5 Tageszeiten: Der Mittag | 10. Nov. 2010    | 43                 |
| 58          | Terrorwarnungen durch die Medien, „Bedauernswerte TV-Gesichter“: Joachim Kaeser, das RTL II Format X-Diaries | 27. Nov. 2010    | 41                 |
| 59          | Der Sat.1 Jahresrückblick 2010, Themengebiete bei TV-Jahresrückblicken, „10 noch abschließende Bemerkungen zum Fernsehjahr 2010“ | 17. Dez. 2010    | 32                 |

## 2011
| Episode/Nr. | Themen | Veröffentlichung | Dauer (in Minuten) |
| ----------- | --- | ---------------- | ------------------ |
| 60          | GEZ-Forderungen gegen einen Hartz-IV-Empfänger, das Programm zum Silvesterabend, Die 5 Tageszeiten: Der Nachmittag | 9. Jan. 2011     | 42                 |
| 61          | Berichterstattung des Hessischen Rundfunks über GEZ-Gebühren, die Infiltration einer Call-in-Gewinnspielshow durch Mitarbeiter der belgischen Satire-Sendung Basta, satirischer Beitrag über Martin Scholz, die RTL-II-Sendung Die Geissens – Eine schrecklich glamouröse Familie, das RTL-Format Ich bin ein Star – Holt mich hier raus!                | 26. Jan. 2011    | 48                 |
| 62          | Berichterstattung über die Arbeitslosenquote, Günter Wallraffs Undercover-Reportage über Rassismus, „10 bemerkenswerte Talkmomente“ | 9. Feb. 2011     | 58                 |
| 63          | Zu Gast: Coldmirror, Reportage von stern TV über eine türkische Familie, die Show zur Auswahl des deutschen Beitrags zum Eurovision Song Contest 2011, ein Moderatorenduo bei Astro TV | 22. Feb. 2011    | 47                 |
| 64          | Streit zwischen zwei Kandidatinnen bei Deutschland sucht den Superstar, „10 Sendungen, die irgendwas mit Sex zu tun haben“ | 10. März 2011    | 44                 |
| 65          | Zu Gast: Simon Krätschmer, Daniel Budiman und Nils Bomhoff, Akte-Reportage über das Computerspiel League of Legends, die RTL-Sendung Manuel Horeth – Nichts ist unmöglich, Bericht über ein Treffen von Fernsehkritik-TV Fans | 21. März 2011    | 80                 |
| 66          | Berichterstattung über die Reaktorkatastrophe in Japan, Aktenzeichen XY … ungelöst, die Echoverleihung 2011 mit Ina Müller | 10. Apr. 2011    | 49                 |
| 67          | Der Tolerance Day vom 8. April 2010 auf Pro Sieben, schlechte Casting-Shows: das Pokerstar.de Ass auf Pro Sieben und der Paulaner Cup des Südens auf Sport 1, Wunder der Bibel - Die grosse Magie-Show mit Florian Zimmer auf RTL II | 26. Apr. 2011    | 40                 |
| 68          | Das Ende des TV-Senders 9Live, Interview mit Marc Doehler von citv.nl, Interview mit dem Intendanten des ZDF Markus Schächter, die Berichterstattung über die Hochzeit von William Mountbatten-Windsor und Catherine Middleton | 7. Mai 2011      | 50                 |
| 69          | Bericht über einen Autohändler, der einen fünfstelligen Betrag an Rundfunkgebühren nachzahlen soll, die Abendshow Bingo! Bingo! auf RTL II, das Vorabendprogramm im Ersten im Zusammenhang mit dem Eurovision Song Contest 2011 | 28. Mai 2011     | 53                 |
| 70          | Bericht über eine Hundezüchterin, die in Christopher Posch – Ich kämpfe für Ihr Recht! mit falschen Behauptungen vorgeführt wurde; Martin Zoller in Verschwunden – ein Medium sucht Spuren auf RTL II; Die 5 Tageszeiten: Der Abend; das Ende von 9Live                                                                                                  | 7. Juni 2011     | 55                 |
| 71          | Die Game-Disk Show auf Sport1, das institut für zukunftsdeutung, Der Wendler sucht den Schlagergott bei Punkt 12 | 24. Juni 2011    | 73                 |
| 72          | Zu Gast: Serdar Somuncu, Interview mit der Gesellschaft für Konsumforschung über die Ermittlung der Einschaltquoten, Die Promi-Heimwerker auf Kabel 1 | 6. Juli 2011     | 63                 |
| 73          | Die sofortigen Vermutungen eines islamistischen Hintergrunds bei den Anschlägen in Norwegen, Fernsehsendungen zu Messie-Wohnungen bei RTL und RTL II (Mietprellern auf der Spur, Einsatz in 4 Wänden Spezial und Das Messie-Team), die Dating-Show schwer verliebt auf Sat.1, die CD Erfolgreich Rauchfrei von Malkiel Rouven Marx aus dem Astro TV Shop | 25. Juli 2011    | 55                 |
| 74          | Vermeintliche Einkaufstipps bei Akte 20.11, 10 bemerkenswerte Sendungen im österreichischen Fernsehen, die Sendung Ich weiß, was du letzten Freitag getan hast auf RTL II | 12. Aug. 2011    | 50                 |
| 75          | Fortsetzung des Rechtsstreits zwischen Christopher Posch und der Hundezüchterin Peggy E., Reform des Rundfunkgebührenstaatsvertrages, Beitrag des RTL-Magazins Explosiv – Das Magazin über die gamescom 2011 | 29. Aug. 2011    | 65                 |
| 76          | Aufgenommen auf dem Fernsehkritik-TV Fan-Treffen in Hamburg; die erste Episode von Günther Jauchs Talkshow im Ersten, die Doku-Soap „Der Urlaubsretter“ auf RTL, das Reality-Format Die Alm auf ProSieben | 13. Sep. 2011    | 65                 |
| 77          | Interview mit einer Familie die bei dem RTL-Format Die Super Nanny im Jahre 2008 teilgenommen hat, ein Gedicht zu RTL, Der Glücksreporter auf ProSieben, Berlin – Tag & Nacht auf RTL II | 26. Sep. 2011    | 52                 |
| 78          | Ein weiteres Interview mit einer anderen Familie die bei dem RTL-Format Die Super Nanny im Jahre 2011 teilgenommen hat, Mein Style – Die Modemacher auf KI.KA, eine Woche lang das Sport1-Quiz, 7 Tage kein Privatfernsehen | 10. Okt. 2011    | 69                 |
| 79          | Ungenaue Quellenangabe in Nachrichtensendungen bei Videos aus dem Internet, die Sat.1 Fernsehshow Kerner, Änderungen bei den Samstagabendsendungen von ARD | 23. Okt. 2011    | 46                 |
| 80          | Der klügste Deutsche 2011 in der ARD, Jürgen Milski in der Fernsehsendung Anne Will, der Deutsche Comedypreis 2011, Val & Flo in Love auf RTL II | 9. Nov. 2011     | 48                 |
| 81          | Interview mit Sara aus der Sat.1 Fernsehshow Schwer verliebt, Panikmache bei einer Dokumentation von Claus Kleber während der ZDF-Themenwoche „BURNOUT – der erschöpfte Planet“, das Fernsehprogramm in der Nacht | 23. Nov. 2011    | 37                 |
| 82          | Die Vermarktung des Buches Vorerst Gescheitert von Karl-Theodor zu Guttenberg im Fernsehen, The Voice of Germany, Sexhotlines | 7. Dez. 2011     | 56                 |
| 83          | Stephanie zu Guttenberg in Tatort Deutschland einer NachEpisodesendung von Tatort Internet auf RTL II, 10 noch erwähnenswerte TV-Momente 2011 | 21. Dez. 2011    | 52                 |

## 2012
| Episode/Nr. | Themen | Veröffentlichung | Dauer (in Minuten) |
| ----------- | --- | ---------------- | ------------------ |
| 84          | Reich und obdachlos: Schlaflos in Berlin im ZDF,Traumfrau gesucht auf RTL II, Der Bachelor auf RTL, Analyse des Tricks eins Teilnehmers der Show Das Superhirn 2011 auf ZDF mit angeblichem absoluten Gehör, Jümmer Justizgeschichten im NDR | 10. Jan. 2012    | 53                 |
| 85          | Interview mit einer Familie, die an der Pseudo-Doku-Soap Mitten im Leben teilgenommen hat, Familien im Brennpunkt, DNA unbekannt auf Sat.1 | 25. Jan. 2012    | 62                 |
| 86          | Zu Gast: Ranga Yogeshwar, Top-Ten-Ranking der abstrusesten Beiträge bei Galileo, Produkttest: E-Zigarette | 7. Feb. 2012     | 74                 |
| 87          | Zu Gast: Jürgen Domian, die sinkenden Zuschauerzahlen von Gottschalk Live im Ersten, Shopping Queen auf VOX | 19. Feb. 2012    | 60                 |
| 88          | Interview mit David Petters einem Teilnehmer von DSDS, Bericht über ein Interview von Philipp Rösler bei Markus Lanz, Ein Bus voller Bräute auf VOX | 9. März 2012     | 55                 |
| 89          | Interview mit einem Obdachlosen der Rundfunkgebühren zahlen musste, Top-Ten-Ranking über Doku-Soaps | 27. März 2012    | 56                 |
| 90          | Die Geldeintreiber auf Kabel 1, Interview mit Eltern die ihre Kinder zu einem Casting von DSDS Kids geschickt haben, fünf schlechte US-Fernsehshows, Das ProSieben Promiboxen | 12. Apr. 2012    | 55                 |
| 91          | Das Ende von Gottschalk Live im Ersten und Die Harald Schmidt Show bei Sat.1, Sport1 berichtet live über das Bundesligaspiel Dortmund gegen FC Bayern jedoch ohne Fußballbilder, Musikvideo Like A Machine von bZa | 26. Apr. 2012    | 54                 |
| 92          | DSDS Kids auf RTL, Party Bruder auf VIVA, Gottschalk Live mit dem Förderprojekt 66 Träume auf ZDF, Musikvideo Im Wahrheitsrausch von C-Rebell-um | 8. Mai 2012      | 51                 |
| 93          | Thilo Sarrazin bei Günther Jauch mit seinem Buch Europa braucht den Euro nicht, die Dokumentation Spielen, Spielen, Spielen … Wenn der Computer süchtig macht auf 3sat, Sendercheck ERF Fernsehen, Villa Germania auf RTL II | 27. Mai 2012     | 54                 |
| 94          | Überspitzte Berichterstattung der RTL-2-Fernsehserie Investigativ über den Duisburger Stadtteil Hochheide, die RTL-Sendung Wer wird Millionär?, das Format push im Vorabendprogramm von Sat.1 | 11. Juni 2012    | 50                 |
| 95          | „10 Randbemerkungen zum Thema Fußball im Fernsehen“, Product-Placement im ZDF, satirischer Beitrag über RTL | 26. Juni 2012    | 50                 |
| 96          | Verabschiedung des Melderechtsrahmengesetzes im kleinen Kreis, das Boulevardmagazin taff sucht Promi-Doubles, die Sendungen We Love Lloret auf ProSieben und Teenies auf Partyurlaub - Eltern undercover auf RTL | 14. Juli 2012    | 51                 |
| 97          | Schwer verliebt auf Sat.1 nach Drehbuch, Scripted-Reality-Talkshows auf Sat.1 | 28. Juli 2012    | 49                 |
| 98          | Berichterstattung von ARD, ZDF und Eurosport zu den Olympischen Sommerspielen 2012, Helena Fürst – Anwältin der Armen auf RTL und ihre Drehmethoden, Ähnlichkeiten des schweizerischen Fernsehens mit dem deutschen Fernsehen | 12. Aug. 2012    | 56                 |
| 99          | Interview mit einem Verteidiger aufgrund einer Gerichtsverhandlung zur Fernsehserie Frauentausch, bei der er für eine Protagonistin die wiederholte Ausstrahlung einer Episode mit ihr verhindern konnte, Interview mit einem getrennten Paar das sich nach der Trennung bei Schwiegertochter gesucht und Schwer verliebt bewarb, Kritik zur RTL-Sendung Total Blackout – Stars im Dunkeln, Kurzfilm: Switch of | 30. Aug. 2012    | 57                 |
| 100         | Jubiläumsepisode mit Publikum im Kino Babylon in Berlin: Zu Gast waren Philipp Walulis und Tobias Klose von Walulis sieht fern, Oliver Kalkofe, Ralph Ruthe, Lars Golenia und darkviktory. | 18. Sep. 2012    | 134                |
| 101         | 10 bemerkenswerte Momente der vorhergehenden Wochen; Analyse der ersten Wetten, dass..?-Sendung mit Moderation von Markus Lanz; Informationen zum Stand der juristischen Auseinandersetzungen um das „Scheiß RTL“-Shirt und einer Klage von Die-Super-Nanny-Moderatorin Katharina Saalfrank wegen der über sie und die Dreharbeiten in Episode 77 getroffenen Aussagen                                          | 28. Okt. 2012    | 66                 |
| 102         | Vergleich der deutschen Berichterstattungen über die US-amerikanischen Wahlen des Präsidenten im Ersten, ZDF, RTL/n-tv und Phoenix; Gastbeitrag über die Talkshow Roche & Böhmermann und ihre Moderatorin Charlotte Roche auf ZDFkultur; Beitrag über den Fernsehfilm Online - Meine Tochter in Gefahr auf Sat.1 mit Annette Frier, gezeigt im Zusammenhang des Thementages Gefahr aus dem Netz                 | 11. Nov. 2012    | 68                 |
| 103         | Beitrag über die Polit-Talkshow Absolute Mehrheit von Stefan Raab auf ProSieben; Gastbeitrag: Immer mehr Spartensender senden nachts immer öfter Dokumentationen und Sendungen über das Dritte Reich bzw. Adolf Hitler; Zusammenfassung der ARD-Themenwoche Leben mit dem Tod | 28. Nov. 2012    | 55                 |
| 104         | Interview mit einem Supertalent-Teilnehmer und beteiligten Freunden über Methoden des Castings und Verhaltensweisen (z. B. Einschüchterungen) der Verantwortlichen von RTL; Gastbeitrag eines Rettungshelfers über die Authentizität der Sendung Die Rettungsflieger vom ZDF; Beitrag über die Sendung Teenager in Not mit Sarah Sophie Koch auf RTL II                                                         | 11. Dez. 2012    | 60                 |
| 105         | Bericht über den Film „Der Gründer“ (Parodie des Senders Kanal Telemedial); Produkttest der 4-CD-Box Captain Cook und seine singenden Saxophone; 10 noch erwähnenswerte TV-Formate 2012 | 28. Dez. 2012    | 77                 |

## 2013
| Episode/Nr. | Themen | Veröffentlichung | Dauer (in Minuten) |
| ----------- | --- | ---------------- | ------------------ |
| 106         | Interview mit Frei.Wild, die im deutschen Fernsehen häufig als rechtsradikale Musikgruppe bezeichnet wird; Gastbeitrag über Falschinformationen einer Dokumentation über die Geschichte der Pferde in Amerika von arte und dem WDR; Beitrag über die Show "Alle auf den Kleinen"                                                                                                   | 8. Jan. 2013     | 61                 |
| 107         | Zusammenfassung der Klagepunkte der Kläger, die gegen den neuen Rundfunkbeitrag Verfassungsklage und Popularklage einreichen mit Interview mit einem Popularkläger und Übersicht über die Verwendung der Geldmittel, die die öffentlich-rechtlichen Sender zur Verfügung haben; satirischer Gastbeitrag über das Dschungelcamp von darkviktory, Beitrag über Köln 50667 auf RTL II | 26. Jan. 2013    | 59                 |
| 108         | Interview mit dem ehemaligen DSDS-Teilnehmer Max Buskohl, der 2007 freiwillig aus der Show ausstieg; Sendercheck: Sat.1 Gold mit Rückblick auf von diesem Sender wiederholte Krawall-Talkshows von vor 10–30 Jahren; Gastbeitrag: Musikvideo von Caution: "Gern gesehen" | 9. Feb. 2013     | 60                 |
| 109         | Übersicht der Entscheidungskriterien, nach denen der Gewinner bei Unser Song für Malmö ausgewählt wurde; Außerdem prüft Klaus Kauker, ob der Gewinnersong Glorious von Cascada ein Plagiat vom Gewinnersong Euphoria des Vorjahres ist; Bericht über Beauty & The Nerd auf ProSieben; Zusammenfassung von Satire-Sendungen im Ersten                                               | 25. Feb. 2013    | 57                 |
| 110         | Beitrag über die Sendung Himmlische Hilfe auf RTL und Interview mit einer ehemaligen mitwirkenden Familie; Gastbeitrag über Guy-Code auf VIVA; Kommentar zu 7 Tage Sex auf RTL | 11. März 2013    | 53                 |
| 111         | Top-Ten-Ranking über 10 erwähnenswerte TV-Shows; Gastbeitrag von darkviktory über den ersten Tatort mit Til Schweiger, Sendercheck von FTL Deutschland | 25. März 2013    | 63                 |
| 112         | Kritik an manipulativer Berichterstattung eines stern-TV-Beitrags über Pädophile im Internet mit Interview mit Kinderschutz-Beauftragtem eines im stern-TV Beitrag gezeigten Chatrooms, welcher auch Gast in stern-TV war; Gastbeitrag über Vergleich von Lidl und Aldi im Magazin zeit auf dem ZDF; Bedauernswerte TV-Gesichter: Silvia Kost                                      | 11. Apr. 2013    | 60                 |
| 113         | Bericht über die Freiwillige Selbstkontrolle Fernsehen (FSF), Interview mit Geschäftsführer Joachim von Gottberg und der Leiterin der Programmprüfung Claudia Mikat; Gastbeitrag von Lars Golenia über die deutsche Berichterstattung zum Anschlag auf den Boston-Marathon vor allem auf n-tv, N24 und Phoenix; Beitrag über Das Jenke-Experiment auf RTL                          | 27. Apr. 2013    | 69                 |
| 114         | Kommentar zu einem Selbstversuch einer Reporterin auf RTL im Rahmen des Magazins Punkt 12, sich als Muslima zu verkleiden; Produkttest einer über Astro TV gekauften CD; Beitrag über Die René Schwuchow Show auf Sport 1 | 14. Mai 2013     | 55                 |
| 115         | Vergleich der Sendungen Stalker auf Sat.1 und Verfolgt auf RTL, die sich beide mit Stalking beschäftigen; Gastbeitrag über einen Frontal.21-Bericht über den Elektronik-Konzern Apple; Live-Interview mit Bennie, der in vielen Trash-Fernsehformaten auftritt; Kommentar zu Der große Sat.1 IQ-Test 2013 auf Sat.1                                                                | 10. Juni 2013    | 56                 |
| 116         | Überblick über eine Doktorarbeit von und Interview mit Dr. rer. pol. Anna Terschüren über den Rundfunkbeitrag, seine Verfassungswidrigkeit und etwaige Alternativen; Satire einer Wetten, dass..?-Episode auf Mallorca von darkviktory; Beitrag über die Berichterstattungen über die Überflutungen in Deutschland auf diversen Fernsehsendern                                     | 24. Juni 2013    | 69                 |
| 117         | Kritik an der Sendung Die Hundeflüsterin mit Maike Maja Nowak im ZDF; Übersicht über Werbespots und ihre Zielgruppen auf verschiedenen Fernsehsendern im Vorabendprogramm; Beitrag über eine strittige Frage bei Wer wird Millionär? auf RTL | 8. Juli 2013     | 58                 |
| 118         | Kritik an der und Interview über die Entscheidung verschiedener dokumentarischer Sender, die Gebärdenspracheinblendungen in Nachrichtensendungen durch Untertitel zu ersetzen; Überblick über die ungleiche Auswahl politischer Gäste bei Markus Lanz im ZDF; Beitrag über Wild Girls auf RTL                                                                                      | 22. Juli 2013    | 58                 |
| 119         | Interview mit der anonymen Gruppe Remote Control, die zur Zahlungsverweigerung des Rundfunkbeitrags aufruft; Top-Ten-Ranking von Fernsehshows mit sogenannten "C-Promis" | 5. Aug. 2013     | 50                 |
| 120         | Bericht über die ZDF-Sendung Auf der Flucht - Das Experiment; Gastbeitrag über Die Mädchen-WG im Kinderkanal; Beitrag über das Magazin Heiß und fettig auf ZDFneo | 19. Aug. 2013    | 52                 |
| 121         | Interview mit Katrin Weiland, Teilnehmerin bei Auf der Flucht - Das Experiment auf ZDF; Beitrag und Satire-Animationsvideo von darkviktory zu Das TV-Duell: Merkel - Steinbrück | 9. Sep. 2013     | 89                 |
| 122         | Übersicht über die Berichterstattung verschiedener Fernsehsender über die Verwendung chemischer Waffen in Syrien im Rahmen des Syrien-Konflikts; Kommentar zum Promi Big Brother auf Sat.1; Beitrag über Die Luder-WG auf Sport1 | 23. Sep. 2013    | 51                 |
| 123         | Interview mit Lothar Hay, Medienratsvorsitzender der Medienanstalt Hamburg/Schleswig-Holstein, über die Forderung einer deutlicheren Kennzeichnung von Scripted Reality; Sendercheck: Joiz; Beitrag über Weihnachtssendungen auf Channel 21 und QVC | 7. Okt. 2013     | 49                 |
| 124         | Kritik an dem Film Helden – Wenn dein Land dich braucht auf und von RTL; Sendercheck: Folx TV; Bericht über den Deutschen Fernsehpreis 2013 | 21. Okt. 2013    | 51                 |
| 125         | Überblick über Transparenz oder Intransparenz der Verwendung des Rundfunkbeitrags bei den öffentlich-rechtlichen Fernsehsendern; Top-Ten-Ranking: Entwicklungen aktueller Unterhaltungsshows | 4. Nov. 2013     | 69                 |
| 126         | Top-Ten-Ranking: Öffentlich-rechtliche Dokumentationen; erneuter Blick auf Christopher Posch – Ich kämpfe für Ihr Recht! | 25. Nov. 2013    | 60                 |
| 127         | Überblick über generelle Tendenzen, wenn im Fernsehen über Mangas/Animes berichtet wird; Top-Ten-Ranking: Bemerkenswerte Sendungen des vergangenen Jahres | 9. Dez. 2013     | 60                 |

## 2014
| Episode/Nr. | Themen | Veröffentlichung | Dauer (in Minuten) |
| ----------- | --- | ---------------- | ------------------ |
| 128         | Kritik an einem dokumentarischen Beitrag über die Rolle von Mercedes-Benz in Argentinien beim ARD; Überblick über die Geschichte von Silvester-Shows | 6. Jan. 2014     | 60                 |
| 129         | Interview mit Hans Meiser mit Beitrag über die RTL-Jubiläumssendung 30 Jahre RTL; Beitrag über die Millionärswahl auf ProSieben und Sat.1 | 20. Jan. 2014    | 107                |
| 130         | Übersicht über Petitionen im Zusammenhang mit dem deutschen Fernsehen, vor allem über die Petition für die Absetzung von Markus Lanz inkl. Interview mit der Initiatorin dieser Petition; Kritik an der Dokumentation Real Cool Runnings vor allem im Hinblick auf Rassismus | 10. Feb. 2014    | 60                 |
| 131         | Studiogast: Kai Blasberg, Geschäftsführer von Tele 5; Übersicht über das Fernsehprogramm eines Tages bei Tele 5; Beitrag über Wien – Tag & Nacht auf ATV | 24. Feb. 2014    | 106                |
| 132         | 'Top-Ten-Ranking:' Aktuelle Dokusoaps; Beitrag über die Neuauflage der ARD-Show Einer wird gewinnen | 10. März 2014    | 59                 |
| 133         | Erneute Auseinandersetzung mit dem Rundfunkbeitrag anlässlich der geplanten Senkung um 48 Cent; Beitrag über den Tatort im ARD | 24. März 2014    | 59                 |
| 134         | Schwerpunktsendung: Rundfunkbeitrag | 7. Apr. 2014     | 59                 |
| 135         | Analyse des Fernsehfilms Frauchen und die Deiwelsmilch mit Daniela Katzenberger in der Hauptrolle; Senderchecks: TLC & DMAX | 21. Apr. 2014    | 67                 |
| 136         | Beitrag über einen Besuch bei den Medienanstalten; Sendercheck: Sylt 1 | 5. Mai 2014      | 65                 |
| 137         | Bericht über ein Special über den Euro und die EU bei WISO im ZDF; Telefonat mit Ermano Geuer, einem Kläger der gescheiterten Verfassungsklage gegen den Rundfunkbeitrag; Beitrag über das Quizduell in der ARD                                                              | 19. Mai 2014     | 84                 |
| 138         | Interview mit Gaby Weber: Wie geht guter Journalismus heute?; erneute Kritik an der Berichterstattung über die Ukraine; Beitrag über den Rundfunkbeitrag | 9. Juni 2014     | 84                 |
| 139         | 10 Sendungen, die Holger Kreymeier gemacht hätte, wenn keine Sommerpause gewesen wäre; Interview mit und Beitrag über Jörg Kachelmann | 4. Aug. 2014     | 72                 |
| 140         | Beitrag über die RTL-Castingshow Undercover Deutschland; Top-Ten-Ranking: Besondere Showmomente im deutschen Fernsehen | 18. Aug. 2014    | 74                 |
| 141         | Fragwürdige Vorgänge bei der RTL-Sendung Rising Star; Gastbeitrag: Mission unter falscher Flagge - Kritik an der Dokumentation über eine christliche Bewegung im ARD; Hinter den Kulissen einer Teleshopping-Sendung von Mediashop auf Tele 5                                | 8. Sep. 2014     | 78                 |
| 142         | Zu Gast: Ehemaliger RTL-Chef Helmut Thoma; Beitrag über die IFA | 22. Sep. 2014    | 130                |
| 143         | Kritik an einem Beitrag der Sendung Günther Jauch mit einem Interview mit einem Imam; Beitrag über den Film Die Staatsaffäre mit Veronica Ferres | 6. Okt. 2014     | 58                 |
| 144         | Beitrag über verschiedene Festnahmen im Rahmen von Betrügereien in Call-In-Fernsehsendungen; Beitrag über die Fußball-EM-Berichterstattung auf RTL | 20. Okt. 2014    | 60                 |
| 145         | Beitrag über Checks auf öffentlich-rechtlichen Sendern; Sendercheck: Pearl.tv | 10. Nov. 2014    | 53                 |
| 146         | Beitrag über die Themenwoche Toleranz im ARD; Beitrag über die Doku-Soap Berlin Models auf RTL | 24. Nov. 2014    | 57                 |
| 147         | Beitrag über die Doku-Soap Baupfusch auf Sat.1 Gold; Top-Ten-Ranking: 10 erwähnenswerte TV-Themen 2014 | 8. Dez. 2014     | 63                 |

## 2015
| Episode/Nr. | Themen | Veröffentlichung | Dauer (in Minuten) |
| ----------- | --- | ---------------- | ------------------ |
| 148         | Beitrag über ein Gutachten aus dem Bundesfinanzministerium über den Rundfunkbeitrag, Kommentar über die RTL-Show Sofa-Stars | 11. Jan. 2015    | 63                 |
| 149         | Interview mit Titanic-Herausgeber Martin Sonneborn; Kritik an der deutschen Berichterstattung über die Mahnwachen in Bezug auf den Anschlag auf Charlie Hebdo                                                                           | 25. Jan. 2015    | 61                 |
| 150         | Rückblicke verschiedener Art auf Fernsehkritik-TV | 7. Feb. 2015     | 99                 |
| 151         | Interview mit dem Journalisten Friedrich Küppersbusch; Beitrag über eine Pseudo-Doku über Wladimir Putin im ZDF | 21. Feb. 2015    | 98                 |
| 152         | Beitrag über den Aktionstag gegen den Rundfunkbeitrag | 8. März 2015     | 43                 |
| 153         | Gast: Maren Müller, Vorsitzende der "Ständigen Publikumskonferenz"; Kritik an Frauentausch; Beitrag über Newtopia | 21. März 2015    | 86                 |
| 154         | Beitrag über die Live-Show Das große Schlüpfen; Kritik an der Berichterstattung über den Flugzeugabsturz | 5. Apr. 2015     | 59                 |
| 155         | Weiterer Beitrag über Newtopia; Top-Ten-Ranking: Aktuelle Unterhaltungsshows | 18. Apr. 2015    | 58                 |
| 156         | Beitrag über einen Mann, der sich weigert, vom Rundfunkbeitrag geforderte 1800 € zu zahlen; Kritik am Haustiercamp im ZDF | 2. Mai 2015      | 63                 |
| 157         | Interview mit zwei Kandidaten der ZDF-Show Tausend; Kritik am Überraschungsspecial von Wer Wird Millionär? | 16. Mai 2015     | 67                 |
| 158         | Kritik an Jürgen Todenhöfer; Beitrag über den 65. Geburtstag von Thomas Gottschalk auf RTL | 6. Juni 2015     | 61                 |
| 159         | Interview mit Norbert Häring über den Versuch, den Rundfunkbeitrag in Bargeld zu zahlen; Beitrag über den ersten im Fernsehen ausgestrahltem Webvideopreis                                                                              | 20. Juni 2015    | 67                 |
| 160         | Kritik an der Berichterstattung über die Griechische Staatsschuldenkrise in ARD und ZDF; Gastbeitrag von Adam Wolke über einen Hacker-Beitrag im Magazin Plusminus aus dem Ersten; Beitrag über eine Tattoo-kritische Dokusoap auf Sixx | 4. Juli 2015     | 70                 |
| 161         | Beitrag von Adam Wolke über einen Hack-Versuch ins Leben einer Frau von Christopher Posch; Überblick über Wer wird Millionär-Sendungen weltweit                                                                                         | 18. Juli 2015    | 88                 |
| 162         | Die 10 schrecklichsten Männer und Frauen im deutschen Fernsehen | 8. Aug. 2015     | 44                 |
| 163         | Interview mit Benny, der in zahlreichen deutschen gescripteten Fernsehsendungen als Statist oder in kleineren Rollen auftrat | 22. Aug. 2015    | 42                 |
| 164         | Interview mit Heiner Bremer | 5. Sep. 2015     | 98                 |
| 165         | Weiterer Beitrag über den Rechtsstreit zwischen Christopher Posch und Peggy E.; Beitrag über die Stadlshow im ARD | 19. Sep. 2015    | 87                 |
| 166         | Kritik an einem diffamierenden Bericht über einen Tierpark von Günter Wallraff; Sender-Check: Die neue Zeit TV | 3. Okt. 2015     | 68                 |
| 167         | Interview mit Hugo Egon Balder | 9. Okt. 2015     | 74                 |
| 168         | Kritik an der westlich-propagandistischen Berichterstattung der öffentlich-rechtlichen Sender über den Syrien-Konflikt; Überprüfung des Senders Sat.1                                                                                   | 17. Okt. 2015    | 52                 |
| 169         | Machen Pflanzenschutzmittel wirklich so krank, wie es das Fernsehen oft suggeriert?; Kritik am ARD Check im Ersten | 7. Nov. 2015     | 67                 |
| 170         | Kritik an der Berichterstattung der ARD über die Terroranschläge in Paris; Beitrag über Die Reisechecker auf RTL | 21. Nov. 2015    | 55                 |
| 171         | Kritik an der Berichterstattung der öffentlich-rechtlichen am Bundeswehreinsatz in Syrien; Top-Ten-Ranking: Aktuelle Shows | 5. Dez. 2015     | 75                 |
| 172         | Nachfrage bei verschiedenen Personen, die 2015 mal in Beiträgen vorkamen; Top-Ten-Ranking: Bemerkenswerte TV-Momente 2015 | 19. Dez. 2015    | 49                 |

## 2016
| Episode/Nr. | Themen | Veröffentlichung | Dauer (in Minuten) |
| ----------- | --- | ---------------- | ------------------ |
| 173         | Politischer Einfluss im deutschen Fernsehen; Beitrag über Wo bist du? im ARD                                                                     | 9. Jan. 2016     | 55                 |
| 174         | Beitrag über die Berichterstattung des WDR über die Flüchtlingssituation; Helena Fürst im Dschungel-Camp und ihr neues Buch                      | 23. Jan. 2016    | 56                 |
| 175         | Interview mit Oliver Kalkofe | 6. Feb. 2016     | 124                |
| 176         | Kritik an der Berichterstattung über den Eisenbahnunfall von Bad Aibling von Pro7; Bericht über ehemalige 9Live-Abzocker auf Sport1              | 20. Feb. 2016    | 56                 |
| 177         | Beitrag über die RTL2-Doku "Hartz und herzlich"; Kritik an einer 2-stündigen-Dauerwerbesendung für IKEA auf Sat.1                                | 5. März 2016     | 53                 |
| 178         | Kritik an der Berichterstattung im deutschen Fernsehen über die AfD; Beitrag über Herz zu verschenken auf RTL                                    | 19. März 2016    | 48                 |
| 179         | Berichterstattung zu RFID-Transpondern; Beitrag über das Dschungel-Special vom Perfekten Promi-Dinner                                            | 2. Apr. 2016     | 55                 |
| 180         | Beitrag über Jan Böhmermann; Top-Ten-Ranking von Spielen in Folx TV                                                                              | 16. Apr. 2016    | 62                 |
| 181         | Nichtberücksichtigung des Fernsehens von Comprehensive Economic and Trade Agreement (CETA); Test eines Putzmittels aus dem Teleshop              | 7. Mai 2016      | 57                 |
| 182         | TV-Duell der österreichischen Kandidaten zur Bundespräsidentenwahl; Top-Ten-Ranking aktueller Fernsehshows                                       | 21. Mai 2016     | 58                 |
| 183         | Berichterstattung von ARD und ZDF über die Unwetter in Europa im Frühjahr 2016; Darstellung des Darknets in der Sendung #Beckmann                | 4. Juni 2016     | 64                 |
| 184         | Schau mir in die Augen - Promis unter Hypnose mit Jan Becker; Kritik an der ProSieben-Sendung Die Yottas! Mit Vollgas durch Amerika              | 18. Juni 2016    | 54                 |
| 185         | Hypnose live im Studio; Gesetze während der EM verabschieden; QVC verkauft hässliche Tierkopf-Kissen                                             | 2. Juli 2016     | 61                 |
| 186         | RTL gewalttätig gegenüber vermeintlicher Hundehändlerin; Neues zur Verweigerung des Rundfunkbeitrags                                             | 16. Juli 2016    | 60                 |
| 187         | Interview mit Hella von Sinnen | 5. August 2016   | 54                 |
| 188         | Interview mit Wolfgang Herles | 19. August 2016  | 60                 |
| 189         | Jugendkanal von ARD und ZDF; Die Kirmeskönige mit Hella von Sinnen und Hugo Egon Balder; Berichterstattung zu den Olympischen Sommerspielen 2016 | 3. Sep. 2016     | 56                 |
| 190         | Fehlende Berichterstattung von ARD und ZDF zu diversen Themen; Teleshopping bei 1-2-3.tv                                                         | 17. Sep. 2016    | 56                 |
| 191         | Bericht über Demonstration gegen den Rundfunkbeitrag; Sendercheck: Oe24                                                                          | 17. Okt. 2016    | 59                 |
| 192         | Terror – Ihr Urteil im ARD-Themenabend; Top-Ten-Ranking über das Jugendangebot funk                                                              | 22. Okt. 2016    | 60                 |
| 193         | Interview mit Dennis und Jesko | 5. Nov. 2016     | 72                 |
| 194         | Interview mit Werner Schulze-Erdel | 19. Nov. 2016    | 94                 |
| 195         | „10 Shows, die einer dringenden Erwähnung bedürfen“                                                                                              | 3. Dez. 2016     | 57                 |
| 196         | Fazit des Fernsehjahres 2016 | 17. Dez 2016     | 35                 |

## 2017
| Episode/Nr. | Themen | Veröffentlichung | Dauer (in Minuten) |
| ----------- | --- | ---------------- | ------------------ |
| 197         | Medien-Analyse des Anschlags auf den Berliner Weihnachtsmarkt an der Gedächtniskirche                                                                              | 6. Jan. 2017     | 30                 |
| 198         | Berichterstattung über Donald Trump; „Kommentare mit Karlchen“ | 21. Jan. 2017    | 79                 |
| 199         | Große Anfrage der AfD-Fraktion im sächsischen Landtag zum öffentlich-rechtlichen Rundfunk; Interview mit Kandidatin aus Hochzeit auf den ersten Blick              | 4. Feb. 2017     | 65                 |
| 200         | Jubiläumsshow mit Rückschau auf die Fernsehkritik-TV-Geschichte - moderiert von Adam Wolke - mit Holger Kreymeier als Gast. Dazu werden Gratulationen eingespielt. | 18. Feb. 2017    | 69                 |
| 201         | NATO-freundlicher Journalismus bei ARD und ZDF; TV-Berichterstattung in Nordrhein-Westfalen                                                                        | 4. März 2017     | 55                 |
| 202         | Interview mit Kandidat aus Bist du 50.000 Euro wert?; Kritik an Ich liebe einen Promi                                                                              | 18. März 2017    | 61                 |
| 203         | Top-10-Ranking zu Raritäten- und Trödelshows; Analyse von Polit-Talkshows durch Marco Bülow                                                                        | 8. Apr. 2017     | 65                 |
| 204         | Deutschland sucht den Superstar verschweigt Kandidaten; Kritik am Doku-Thriller Die Luther Matrix                                                                  | 22. Apr. 2017    | 61                 |
| 205         | Interview mit Kandidatin aus Die Kochprofis; ZDFneo-Sozialexperiment Diktator                                                                                      | 6. Mai 2017      | 54                 |
| 206         | Schleichwerbung in ARD und ZDF; Leichter Lieben Latenight im MDR                                                                                                   | 20. Mai 2017     | 62                 |
| 207         | Tagesschau-Aktion Sag’s mir ins Gesicht; Bewertung der Sonntagabendshows Mensch Gottschalk - Das bewegt Deutschland und It’s Showtime                              | 3. Juni 2017     | 60                 |
| 208         | Diskussion um einen Fidget-Spinner-Sketch von funk; Kritik an Tatort: Level X                                                                                      | 17. Juni 2017    | 98                 |
| 209         | Fehlende Berichterstattung zum Netzwerkdurchsetzungsgesetz zugunsten der „Ehe für alle“; Beitrag über Family TV                                                    | 8. Juli 2017     | 53                 |
| 210         | Analyse der Berichterstattung zum G20-Gipfel in Hamburg; Beitrag über Der Augenblick - Verzeihen ohne Worte auf Sat.1                                              | 22. Juli 2017    | 55                 |
| 211         | Interview mit Volker Bräutigam und Friedhelm Klinkhammer über die Berichterstattung des öffentlich-rechtlichen Rundfunks                                           | 4. Aug. 2017     | 98                 |
| 212         | Interview mit Ulrich Teusch, Autor des Buchs Lückenpresse | 18. Aug. 2017    | 95                 |
| 213         | Interview mit Louis Klamroth, Polit-Talker bei n-tv | 1. Sep. 2017     | 74                 |
| 214         | Talkshows, Reportagen und Wahlwerbespots zur Bundestagswahl 2017, Spielshows in den öffentlich-rechtlichen Programmen                                              | 16. Sep. 2017    | 66                 |
| 215         | Vergleich von Wahlduellen in österreichischem und deutschem Fernsehen, Auftritt des Verschwörungstheoretikers Robert Stein im ZDF                                  | 7. Okt. 2017     | 58                 |
| 216         | Top 10 von absurden Dokusoaps, Abstieg von Hans Meiser | 21. Okt. 2017    | 57                 |
| 217         | Echo Jazz für Anna-Lena Schnabel, RTL II-Show "Undressed" | 4. Nov. 2017     | 59                 |
| 218         | Sexistische Fernsehbeiträge, Reportage-Reihe "7 Tage" | 18. Nov. 2017    | 46                 |
| 219         | Werbekampagne von "Funk", TV-Werbung mit Hans Meiser | 2. Dez. 2017     | 56                 |
| 220         | Rückblick auf das Fernsehjahr 2017 | 16. Dez. 2017    | 48                 |

## 2018
| Episode/Nr. | Themen                                                                                                  | Veröffentlichung | Dauer (in Minuten) |
| ----------- | --- | ---------------- | ------------------ |
| 221         | Weihnachtsprogramm im deutschen Fernsehen                                                               | 6. Jan. 2018     | 39                 |
| 222         | Gemeinsame Sendung von Katja Saalfrank und Christopher Posch und TV-Show "Get The F*ck Out Of My House" | 20. Jan. 2018    | 52                 |
| 223         | Interview mit Jörg Draeger                                                                              | 3. Feb. 2018     | 115                |
| 224         | Aufbruch ins Ungewisse, Spiel die Die Geissens untern Tisch                                             | 17. Feb. 2018    | 47                 |
| 225         | Schweizer Abstimmung zur Rundfunkabgabe, Raabs Das Ding des Jahres                                      | 16. März 2018    | 61                 |
| 226         | deutsche Fernsehserien Top 10, Carsten Maschmeyer in Akte 2018                                          | 31. März 2018    | 60                 |
| 227         | Interview mit Ingo Lenßen                                                                               | 7. Apr. 2018     | 88                 |
| 228         | Landeszentrale für Medien und Kommunikation, Echo-Verleihung                                            | 21. Apr. 2018    | 61                 |
| 229         | Interview mit Rayk Anders, About You Awards                                                             | 5. Mai 2018      | 64                 |
| 230         | Rundfunkbeitrag vorm Bundesverfassungsgericht, Promis auf Hartz IV, Abenteuer Pferd                     | 19. Mai 2018     | 87                 |
| 231         | die dritten Programme, Dennis Leiffels                                                                  | 2. Juni 2018     | 43                 |
| 232         | Russland-Bashing bei der WM, „Hass im Netz“-Doku                                                        | 16. Juni 2018    | 60                 |
| 233         | Ende von VIVA Deutschland, Health tv, Rücktritt von Horst Seehofer                                      | 7. Juli 2018     | 39                 |
| 234         | Rundfunkbeitrag ist verfassungsgemäß, Dokusoap Cindy aus Marzahn, Berlin – Tag & Nacht                  | 21. Juli 2018    | 44                 |
| 235         | Rückblick 1 auf elf Jahre Fernsehkritik-TV                                                              | 11. Aug. 2018    | 28                 |
| 236         | Rückblick 2 auf elf Jahre Fernsehkritik-TV                                                              | 18. Aug. 2018    | 32                 |
| 237         | Liveschalte zu Thomas Hornauer, Quiz, Zapping                                                           | 2. Sep. 2018     | 127                |